# Premio de traducción Fray Luis de León
Premio de traducción Fray Luis de León, premio nacional español a la mejor traducción de una obra, convocado entre 1956 y 1983 (con dos etapas, la última ya democrática) y reemplazado en 1984 por el Premio Nacional a la Mejor Traducción. El nombre homenajea al poeta renacentista Luis de León, traductor de Virgilio y el Cantar de los Cantares.

## Galardonados
- 1956, Consuelo Berges, Historia de la España cristiana, de Jean Descola
- 1957, José López de Toro, Epistolario, de Pedro Mártir de Anglería
- 1958, Eduardo Prado Regueiro y Julio López Morales, Historia de la casa Siemens, de George Siemens
- 1960, José María Valverde, Cincuenta poesías, de Rainer Maria Rilke
- 1961, Julio Gómez de la Serna, Memorias de guerra, de Charles de Gaulle
- 1962, José Méndez Herrera, Teatro (Otelo, El mercader de Venecia, Cuento de invierno, La tempestad, Romeo y Julieta, Los dos hidalgos de Verona), de William Shakespeare
- 1963, Concha Fernández-Luna, Las gafas del león, de Charles Vildrac
- 1964, Víctor José Herrero Llorente, Antología de varios autores latinos (Virgilio, Cicerón, Tito Livio, Plinio el Joven, Ovidio, Publio Ciro)
- 1966, Jesús Tobío Fernández, Felipe II, de Charles Petrie
- 1967, Manuel Álvarez Ortega, Poesía francesa contemporánea, de varios autores
- 1968, José Antonio Míguez, El pensamiento moderno: de Hegel a Bergson, de Jacques Chevalier
- 1969, Manuel Carrión Gutiez, Historia literaria de España, de Jean Descola
- 1970, José Ramón Díaz Fernández, Antología de poesía hebrea moderna, de varios autores
- 1971, Mauro Armiño, Antología de la poesía surrealista, de varios autores
- 1972, Jorge Urrutia, Poemas, de Paul Éluard
- 1973, David Romano, Historia y crítica: introducción a la metodología histórica, de Pierre Salmon
- 1974, Ángel Sánchez-Gijón, Relatos, de Italo Calvino
- 1975, Carmen Bravo-Villasante, Los elixires del diablo, de E. T. A. Hoffmann
- 1976, María Teresa Gallego Urrutia e Isabel Reverte, Diario del ladrón, de Jean Genet

En 1977 no se convocó. En los años siguientes se convocó con varias modalidades (Románicas, Germánicas, Eslavas, etc.). 
- 1978, Esther Benítez Eiroa, Nuestros antepasados, de Italo Calvino
- 1978, José María Valverde, Ulises, de James Joyce
- 1978, Carlos García Gual, Vida y hazañas de Alejandro de Macedonia, de Pseudo Calístenes
- 1979, Carlos Ramírez de Dampierre, Opúsculos satíricos y filosóficos, de Voltaire
- 1979, Javier Marías, Tristram Shandy, de Laurence Sterne
- 1979, Iñaki Preciado Idoeta, El libro del Tao, de Lao Zi
- 1980, Félix Fernández Murga, Historias florentinas, de Maquiavelo
- 1980, José Luis López Muñoz, Joseph Andrews, de Henry Fielding
- 1981, Miguel Sáenz, El rodaballo, de Günter Grass
- 1981, Francisco Rodríguez Adrados, Lírica griega arcaica, de varios autores
- 1982, Carlos Alvar Ezquerra, Poesía de trovadores, de varios autores
- 1982, José Manuel Continente Ferrer, Libro de la magia y de la poesía, de Lisan-Al-Din Ibn al-Jayib
- 1983, Antonio Blanco Freijeiro, Historia de la Edad de Piedra, de Hermann Müller-Karpe

A partir de 1984, véase la lista de galardonados en Premio Nacional a la Mejor Traducción. 
- Datos: Q6084979